# Rue Gabriel-Péri (Toulouse)
Pour les articles homonymes, voir Rue Gabriel-Péri.
La rue Gabriel-Péri (en occitan : carrièra Gabriel Péri) est une voie de Toulouse, chef-lieu de la région Occitanie, dans le Midi de la France.

## Situation et accès

### Description
La rue Gabriel-Péri est une voie publique. Elle traverse le quartier Saint-Aubin.
La chaussée compte une voie de circulation automobile en sens unique, du boulevard Lazare-Carnot à la rue Castellane, puis une voie dans chaque sens de circulation entre la rue Castellane et la rue Pierre-Paul-Riquet, et enfin une seule voie de circulation automobile en sens unique entre la rue Pierre-Paul-Riquet et le boulevard du même nom. Elle appartient sur toute sa longueur à une zone 30 et la vitesse y est limitée à 30 km/h. Il n'existe ni bande, ni piste cyclable, quoiqu'elle soit à double-sens cyclable sur les parties en sens unique automobile.

### Voies rencontrées
La rue Gabriel-Péri rencontre les voies suivantes, dans l'ordre des numéros croissants (« g » indique que la rue se situe à gauche, « d » à droite) :
1. Boulevard Lazare-Carnot
2. Rue des Sept-Troubadours (g)
3. Rue Castellane
4. Rue de l'Industrie
5. Rue Jean-Palaprat
6. Rue Nicolas-Bachelier (g)
7. Place de Damloup (d)
8. Rue Arnaud-Vidal (g)
9. Rue Albanie-Regourd (d)
10. Rue Pierre-Paul-Riquet
11. Rue André-Mercadier (d)
12. Rue Amélie (d)
13. Boulevard Pierre-Paul-Riquet

### Transports
La rue Gabriel-Péri débouche, au sud, sur le boulevard Lazare-Carnot, où se trouvent les arrêts des lignes de Linéo L1L9 et de bus 29, ainsi que la navette Ville. Plus loin, le long des allées Jean-Jaurès, se trouvent également la station du même nom, au croisement des lignes de métro  , ainsi que les arrêts des lignes de Linéo L8L14, de bus 1523 et de la navette Aéroport. 
Au nord, la rue Gabriel-Péri aboutit au boulevard Pierre-Paul-Riquet, parcouru par les lignes de bus 2327. Au-delà du pont Riquet se trouvent également, sur le boulevard de Marengo, la station Marengo – SNCF, sur la seule ligne de métro , ainsi que les arrêts de la ligne de Linéo L8L14.
Il existe plusieurs stations de vélos en libre-service VélôToulouse le long de la rue Gabriel-Péri et des voies les plus proches : les stations no 19 (1 rue des Sept-Troubadours), no 20 (69 boulevard Lazare-Carnot), no 39 (9 place de Damloup) et no 64 (30 rue Gabriel-Péri). 

## Odonymie

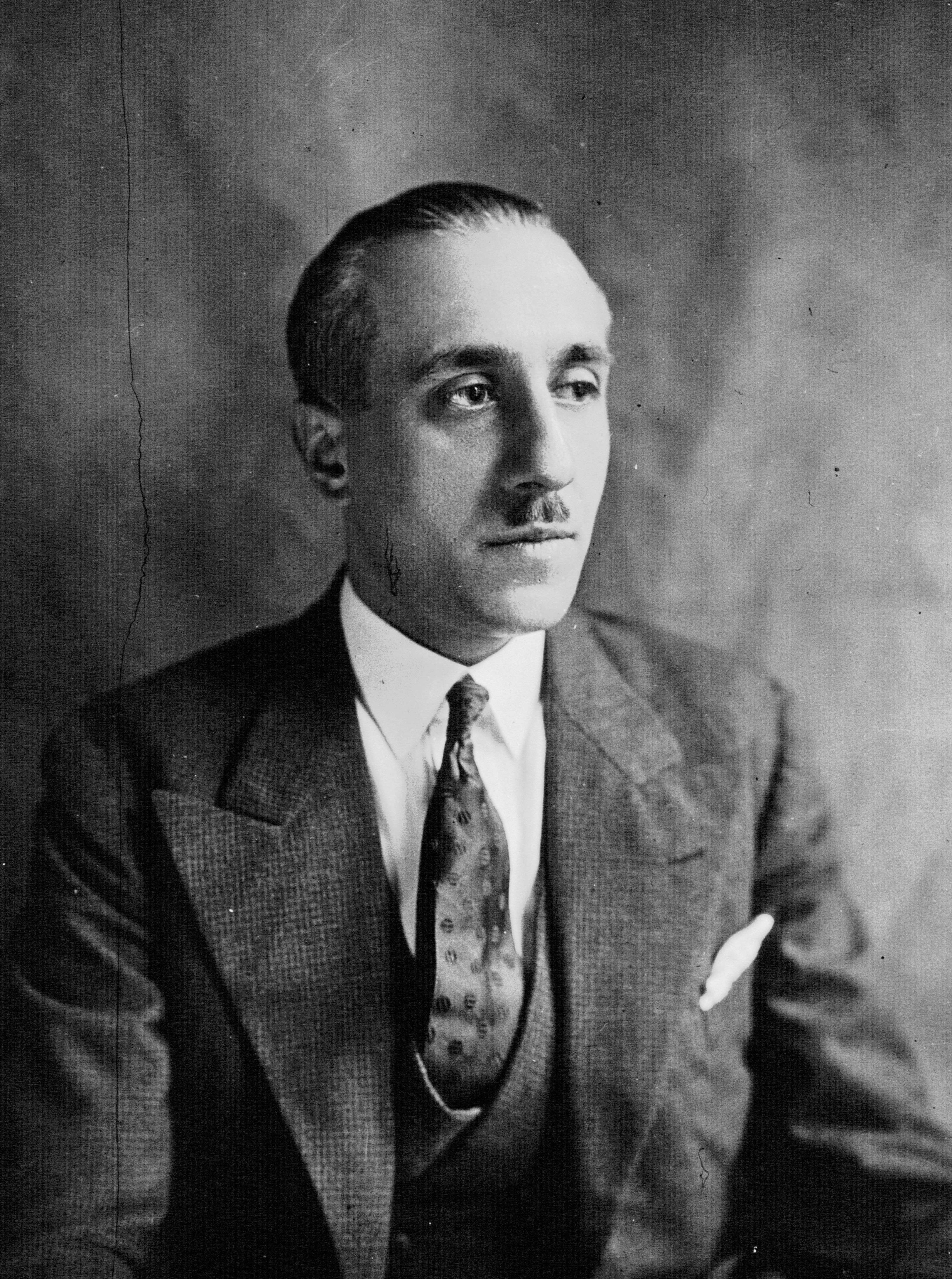
Portrait de Gabriel Péri, député de Seine-et-Oise (1932, Mondial Photo-Presse).

La rue porte le nom du journaliste et homme politique communiste Gabriel Péri (1902-1941). En 1922, à seulement 20 ans, il est membre du Comité directeur du Parti communiste, où il représente la Fédération nationale de la Jeunesse communiste – il est par la suite régulièrement réélu au Comité central pendant 18 ans. Candidat malheureux aux élections législatives de 1928 dans le Var et de 1930 dans les Bouches-du-Rhône, il est finalement élu en 1932 en Seine-et-Oise, et réélu en 1936. À la Chambre des députés, membre de la commission de l'Enseignement, il intègre par la suite la commission des Affaires étrangères. En août 1936, il se rend en Espagne pour montrer son soutien au gouvernement républicain face à la rébellion militaire. En mai 1938, il est à Prague pour défendre la Tchécoslovaquie face aux ambitions de l'Allemagne nazie. En août 1939, il est surpris par le pacte germano-soviétique. Lorsque la Seconde Guerre mondiale éclate, il s'engage dans l'armée, mais comme communiste il doit entrer dans la clandestinité. Il participe dès lors à la publication de l'Humanité clandestine. En mai 1941, il est arrêté et, en décembre de la même année, fusillé comme otage par les Allemands à la forteresse du Mont-Valérien. C'est le 30 novembre 1945 que la municipalité de Raymond Badiou attribua son nom à la rue. 
La rue s'appelait, depuis son ouverture en 1840, rue de Constantine. Ce nom lui avait été donné pour célébrer la prise de Constantine, lors de la conquête de l'Algérie, par les troupes françaises des généraux Charles Marie Denys de Damrémont et Sylvain Charles Valée, en octobre 1837. En 1992, le nom de Constantine a été donné à une voie privée du quartier de la Terrasse, débouchant sur le chemin du même nom.

## Patrimoine et lieux d'intérêt

### Anciens établissements industriels et commerciaux

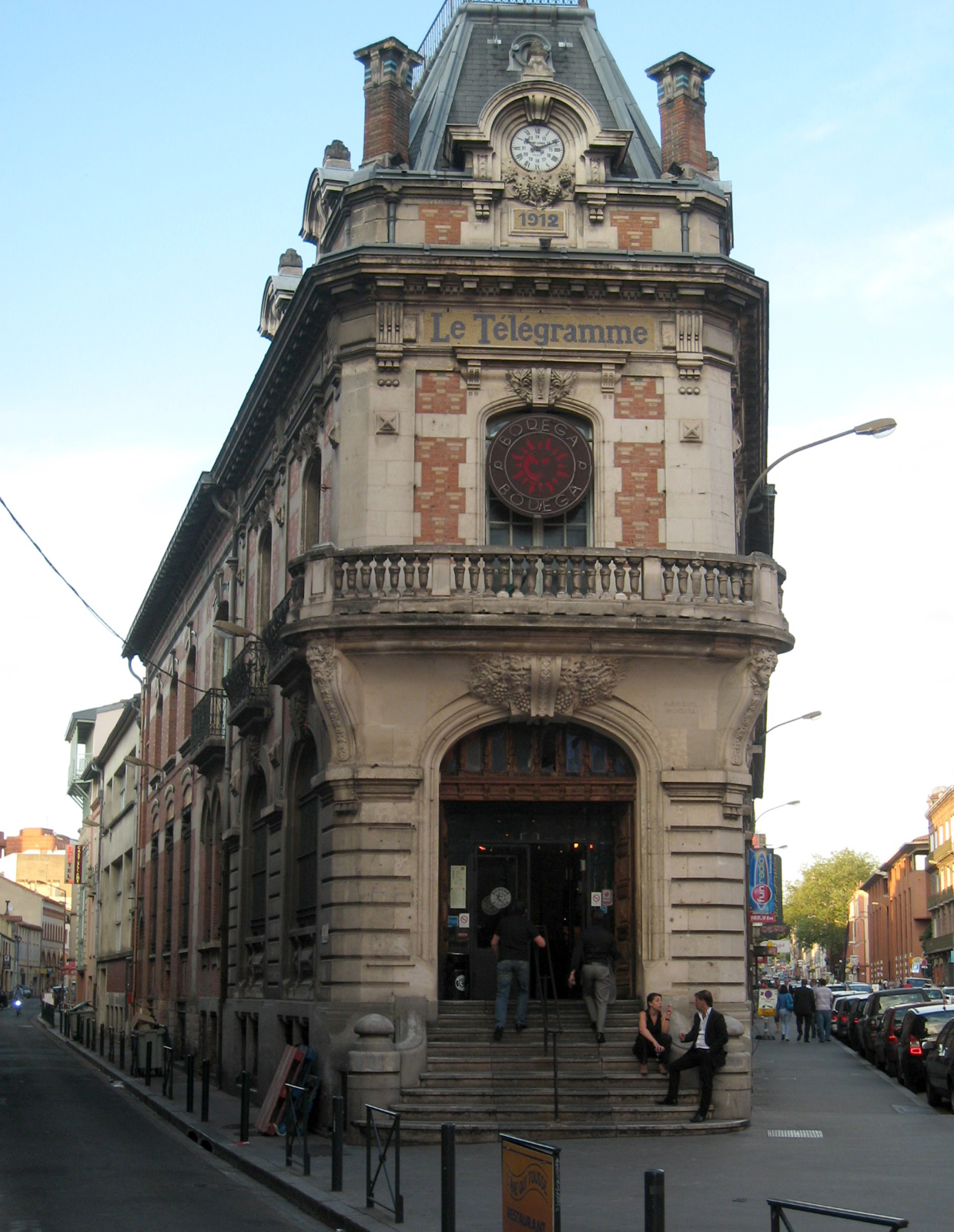
no 1-3 : siège du Télégramme.

- no  1-3 : immeuble du Télégramme.
L'immeuble est construit en 1912 par les architectes Antoine et Raymond Isidore, sur un site privilégié à l'angle des rues Gabriel-Péri et des Sept-Troubadours. Il abrite alors le siège du Télégramme, journal catholique du Midi de la France. En 1932, il est absorbé par la Croix du Midi, mais face aux difficultés, la plus grande partie du bâtiment est cédée en 1956 à l'administration des Finances pour devenir l'hôtel des Impôts. En 1992, l'administration quitte les lieux, désormais occupés par un bar, la Bodega Bodega, qui cède la place au Télégramme en 2013, avant d'être occupé par le Café Oz en 2020. 
L'architecture éclectique du bâtiment puise ses références dans l'architecture parisienne. Il se développe sur quatre niveaux : un sous-sol, un rez-de-chaussée surélevé, un étage carré et un niveau de comble. Le pavillon d'angle est la pièce maîtresse du bâtiment. Il repose sur un solin de pierre. Un escalier à cinq marches monte à la porte principale, qui s'ouvre au rez-de-chaussée en pierre, traité en bossage continu. Voûtée en anse de panier, elle est chargée d'une agrafe lourdement décorée de grappes de raisin et de feuilles de vigne. Deux consoles en pierre, ornées de têtes masculine et féminine, supportent le balcon à balustres du 1er étage. À ce niveau, la brique est utilisée avec la pierre, utilisée pour les chaînages d'angle et l'encadrement de la fenêtre. Celle-ci possède une agrafe et une corniche en pierre soutenue de petites consoles, surmontée d'un entablement décoré d'une mosaïque où s'inscrit le nom du journal. L'étage de comble est couvert d'un toit à longs pans brisés d'ardoise. Il est percé de lucarnes en œils-de-bœuf dont l'encadrement en pierre est surmonté d'une agrafe feuillagée et d'une lourde corniche. La lucarne centrale est occupée par une horloge, sous laquelle prend place un cartouche en mosaïque avec la date de construction, 1912[3].

- no  11-15 : établissement industriel ; immeuble[4].
- no  16 : direction opérationnelle France Télécom (1986-1991, François Lombard)[5].
- no  23 : établissement Rigal, puis Vital Pégot[6].
- no  25 : usine[7].
- no  30 : papèterie Sirven ; lycée professionnel Gabriel-Péri[8].
- no  32-40 : papèterie Sirven ; café-théâtre des 3T[9].

### Immeubles et maisons
- no  4 : immeuble.
L'immeuble, d'un style moderne, est construit entre 1962 et 1963. Il est bâti en béton. Il se signale par sa façade concave. Le rez-de-chaussée, occupé par des boutiques, est dégagé par l'utilisation de poteaux qui soutiennent l'entresol, éclairé par un bandeau continu de fenêtres. Les quatre étages sont percés régulièrement de grandes portes-fenêtres rectangulaires. Au 1er étage, un étroit balcon continu court le long de la façade[10].

- no  5 : immeuble (premier quart du XXe siècle)[11].

- no  6 : maison Ducuing.
La maison, de style éclectique, est construite en 1919 par l'architecte Antonin Ducuing pour son frère, le docteur Joseph Ducuing. Elle s'élève à l'angle des rues Gabriel-Péri et Castellane, mais c'est bien sur la première que se trouve sa façade principale. Le rez-de-chaussée repose sur un solin de pierre, est traité en bossage continu, alternant la brique et la pierre. La porte centrale, surmontée d'une imposte vitrée, est encadrée par une petite fenêtre et une porte-fenêtre ornée d'un garde-corps en fer forgé. Aux étages, les fenêtres ont des ouvertures en anse de panier et sont surmontées d'agrafes et de corniches en pierre. Dans les travées latérales, mises en valeur par des chaînages harpés, les fenêtres du 1er étage ont de plus des balconnets en pierre reposant sur de lourdes consoles et surmontés de garde-corps en fer forgé[12].

- no  8 : immeuble (1955)[13].
- no  20 bis : immeuble (1934-1935, Maurice Barthet)[14].
- no  35 bis : immeuble (deuxième quart du XXe siècle)[15].
- no  39 : immeuble (deuxième moitié du XIXe siècle)[16].
- no  47 : immeuble (deuxième moitié du XIXe siècle)[17].

## Personnalité
- Joseph Ducuing (1885-1963) : médecin et chirurgien, il s'engage dans la médecine sociale. Il est l'ami du poète Camille Soula, avec lequel il fonde le Centre régional anti-cancéreux (actuel Oncopole), qu'il dirige entre 1929 et 1949. En 1944, il participe aux efforts de création et de développement de l'hôpital Varsovie, auquel il a laissé son nom.